# Чумпитас, Эктор
Э́ктор Эдуа́рдо Чумпита́с Гонса́лес (исп. Héctor Eduardo Chumpitaz González; 12 апреля 1944, Сан-Висенте-де-Каньете, регион Лима) — перуанский футболист, защитник. Капитан сборной Перу в её «золотой период» — на двух чемпионатах мира 1970 и 1978 годов, а также на победном Кубке Америки 1975 года.
Наряду с Теофило Кубильясом и Уго Сотилем входит в число лучших футболистов в истории сборной Перу. В 2000 году Эктор Чумпитас вошёл в число 35 лучших футболистов Южной Америки XX века по версии IFFHS.

## Биография

### Клубная карьера
В 19 лет Чумпитас дебютировал в клубе 2 дивизиона «Унидад Весиналь». В 1964 году он стал выступать уже за команду 1 дивизиона Перу — Депортиво Мунисипаль.
С 1966 года Чумпитас стал выступать за один из самых успешных перуанских клубов — «Университарио». С этой командой он выиграл 5 титулов чемпиона Перу (1966, 1967, 1969, 1971, 1974).
В 1972 году «Университарио» впервые в истории перуанского футбола пробился в финал Кубка Либертадорес, где уступил аргентинскому гранду «Индепендьенте» со счётом 2:1 во втором финальном матче (матч в Лиме закончился вничью 0:0). Чумпитас был капитаном той команды «Университарио».
В 1973 году в испанской Барселоне состоялся матч звёзд между сборными Европы и Южной Америки. В нём принимали участие такие великие игроки, как Йохан Кройф, Франц Беккенбауэр, Теофило Кубильяс. Эктор Чумпитас был избран капитаном сборной Южной Америки, за что получил прозвище «Капитан Америки» (исп. El Capitán de America). Матч закончился со счётом 4:4, а в серии послематчевых пенальти Южная Америка выиграла со счётом 7:6.
В 1975 году Чумпитас уехал играть за мексиканский клуб «Атлас» из Гвадалахары.
В 1977 он вернулся в чемпионат Перу, на сей раз в клуб «Спортинг Кристал», с которым ещё трижды завоёвывал чемпионский титул (1979, 1980, 1983).
По сей день Чумпитас остаётся лучшим бомбардиром-защитником в истории чемпионата Перу — он отличился 65 голами в 456 матчах.

### Сборная Перу
Первый матч за сборную Перу Чумпитас провёл 3 апреля 1965 года против сборной Парагвая в Лиме, перуанцы уступили со счётом 0:1.
На чемпионате мира Чумпитас провёл первый свой матч 2 июня 1970 года против Болгарии в мексиканском Леоне, в котором перуанцы одержали верх со счётом 3:2. Сборная Перу дошла до 1/4 финала, также, как и 8 годами спустя, в Аргентине. На обоих турнирах Чумпитас носил капитанскую повязку.
В 1975 году Чумпитас в качестве капитанса сборной привёл Перу к победе на Кубке Америки. Лишь дважды перуанцы становились лучшими на континенте — в 1939 и в 1975 годах.
После того, как сборная Перу пробилась на чемпионат мира 1982 года, чему поспособствовал и сам Чумпитас, он объявил о завершении выступлений за национальную команду.
| Матчи и голы Эктора Чумпитаса за сборную Перу | Матчи и голы Эктора Чумпитаса за сборную Перу | Матчи и голы Эктора Чумпитаса за сборную Перу | Матчи и голы Эктора Чумпитаса за сборную Перу | Матчи и голы Эктора Чумпитаса за сборную Перу | Матчи и голы Эктора Чумпитаса за сборную Перу | Матчи и голы Эктора Чумпитаса за сборную Перу |
| --------------------------------------------- | --------------------------------------------- | --------------------------------------------- | --------------------------------------------- | --------------------------------------------- | --------------------------------------------- | --------------------------------------------- |
| №                                             | Дата                                          | Соперник                                      | Счёт                                          | Голы                                          | Турнир                                        |                                               |
| 1                                             | 3 апреля 1965                                 | Парагвай                                      | 0:1                                           | —                                             | Товарищеский матч                             |                                               |
| 2                                             | 16 мая 1965                                   | Венесуэла                                     | 1:0                                           | —                                             | Отборочный матч к ЧМ 1966                     |                                               |
| 3                                             | 2 июня 1965                                   | Венесуэла                                     | 6:3                                           | —                                             | Отборочный матч к ЧМ 1966                     |                                               |
| 4                                             | 6 июня 1965                                   | Уругвай                                       | 0:1                                           | —                                             | Отборочный матч к ЧМ 1966                     |                                               |
| 5                                             | 13 июня 1965                                  | Уругвай                                       | 1:2                                           | —                                             | Отборочный матч к ЧМ 1966                     |                                               |
| 6                                             | 28 июля 1967                                  | Уругвай                                       | 0:1                                           | —                                             | Товарищеский матч                             |                                               |
| 7                                             | 14 июля 1968                                  | Бразилия                                      | 3:4                                           | —                                             | Товарищеский матч                             |                                               |
| 8                                             | 17 июля 1968                                  | Бразилия                                      | 0:4                                           | —                                             | Товарищеский матч                             |                                               |
| 9                                             | 29 августа 1968                               | Аргентина                                     | 2:2                                           | —                                             | Товарищеский матч                             |                                               |
| 10                                            | 1 сентября 1968                               | Аргентина                                     | 1:1                                           | —                                             | Товарищеский матч                             |                                               |
| 11                                            | 20 октября 1968                               | Мексика                                       | 3:3                                           | —                                             | Товарищеский матч                             |                                               |
| 12                                            | 7 апреля 1969                                 | Бразилия                                      | 1:2                                           | —                                             | Товарищеский матч                             |                                               |
| 13                                            | 9 апреля 1969                                 | Бразилия                                      | 2:3                                           | —                                             | Товарищеский матч                             |                                               |
| 14                                            | 8 мая 1969                                    | Колумбия                                      | 3:1                                           | —                                             | Товарищеский матч                             |                                               |
| 15                                            | 14 мая 1969                                   | Сальвадор                                     | 4:1                                           | —                                             | Товарищеский матч                             |                                               |
| 16                                            | 20 мая 1969                                   | Мексики                                       | 1:0                                           | —                                             | Товарищеский матч                             |                                               |
| 17                                            | 22 мая 1969                                   | Мексики                                       | 0:3                                           | —                                             | Товарищеский матч                             |                                               |
| 18                                            | 18 июня 1969                                  | Колумбия                                      | 1:1                                           | 1                                             | Товарищеский матч                             |                                               |
| 19                                            | 27 июня 1969                                  | Уругвай                                       | 1:0                                           | —                                             | Товарищеский матч                             |                                               |
| 20                                            | 9 июля 1969                                   | Парагвай                                      | 2:1                                           | —                                             | Товарищеский матч                             |                                               |
| 21                                            | 18 июля 1969                                  | Парагвай                                      | 2:1                                           | —                                             | Товарищеский матч                             |                                               |
| 22                                            | 3 августа 1969                                | Аргентина                                     | 1:0                                           | —                                             | Отборочный матч к ЧМ 1970                     |                                               |
| 23                                            | 10 августа 1969                               | Боливия                                       | 1:2                                           | —                                             | Отборочный матч к ЧМ 1970                     |                                               |
| 24                                            | 17 августа 1969                               | Боливия                                       | 3:0                                           | —                                             | Отборочный матч к ЧМ 1970                     |                                               |
| 25                                            | 31 августа 1969                               | Аргентина                                     | 2:2                                           | —                                             | Отборочный матч к ЧМ 1970                     |                                               |
| 26                                            | 4 февраля 1970                                | Чехословакия                                  | 0:2                                           | —                                             | Товарищеский матч                             |                                               |
| 27                                            | 9 февраля 1970                                | Румыния                                       | 1:1                                           | —                                             | Товарищеский матч                             |                                               |
| 28                                            | 14 февраля 1970                               | СССР                                          | 0:0                                           | —                                             | Товарищеский матч                             |                                               |
| 29                                            | 20 февраля 1970                               | СССР                                          | 0:2                                           | —                                             | Товарищеский матч                             |                                               |
| 30                                            | 24 февраля 1970                               | Болгария                                      | 5:3                                           | —                                             | Товарищеский матч                             |                                               |
| 31                                            | 5 марта 1970                                  | Мексика                                       | 0:1                                           | —                                             | Товарищеский матч                             |                                               |
| 32                                            | 8 марта 1970                                  | Мексика                                       | 1:0                                           | —                                             | Товарищеский матч                             |                                               |
| 33                                            | 15 марта 1970                                 | Мексика                                       | 1:3                                           | —                                             | Товарищеский матч                             |                                               |
| 34                                            | 18 марта 1970                                 | Мексика                                       | 3:3                                           | —                                             | Товарищеский матч                             |                                               |
| 35                                            | 21 апреля 1970                                | Сальвадор                                     | 3:0                                           | —                                             | Товарищеский матч                             |                                               |
| 36                                            | 2 июня 1970                                   | Болгария                                      | 3:2                                           | 1                                             | Чемпионат мира 1970                           |                                               |
| 37                                            | 6 июня 1970                                   | Марокко                                       | 3:0                                           | —                                             | Чемпионат мира 1970                           |                                               |
| 38                                            | 10 июня 1970                                  | ФРГ                                           | 1:3                                           | —                                             | Чемпионат мира 1970                           |                                               |
| 39                                            | 14 июня 1970                                  | Бразилия                                      | 2:4                                           | —                                             | Чемпионат мира 1970                           |                                               |
| 40                                            | 27 июля 1971                                  | Парагвай                                      | 0:0                                           | —                                             | Товарищеский матч                             |                                               |
| 41                                            | 11 августа 1971                               | Чили                                          | 1:0                                           | —                                             | Товарищеский матч                             |                                               |
| 42                                            | 15 августа 1971                               | Парагвай                                      | 0:2                                           | —                                             | Товарищеский матч                             |                                               |
| 43                                            | 18 августа 1971                               | Чили                                          | 0:1                                           | —                                             | Товарищеский матч                             |                                               |
| 44                                            | 5 апреля 1972                                 | Мексика                                       | 1:2                                           | —                                             | Товарищеский матч                             |                                               |
| 45                                            | 19 апреля 1972                                | СССР                                          | 0:2                                           | —                                             | Товарищеский матч                             |                                               |
| 46                                            | 23 апреля 1972                                | Румыния                                       | 2:2                                           | —                                             | Товарищеский матч                             |                                               |
| 47                                            | 26 апреля 1972                                | Шотландия                                     | 0:2                                           | —                                             | Товарищеский матч                             |                                               |
| 48                                            | 3 мая 1972                                    | Нидерланды                                    | 0:3                                           | —                                             | Товарищеский матч                             |                                               |
| 49                                            | 18 июня 1972                                  | Венесуэла                                     | 1:0                                           | —                                             | Кубок независимости Бразилии                  |                                               |
| 50                                            | 25 июня 1972                                  | Югославия                                     | 1:2                                           | —                                             | Кубок независимости Бразилии                  |                                               |
| 51                                            | 25 октября 1972                               | Аргентина                                     | 0:2                                           | —                                             | Товарищеский матч                             |                                               |
| 52                                            | 4 марта 1973                                  | Гватемала                                     | 5:1                                           | —                                             | Товарищеский матч                             |                                               |
| 53                                            | 8 апреля 1973                                 | Парагвай                                      | 1:1                                           | —                                             | Товарищеский матч                             |                                               |
| 54                                            | 23 апреля 1973                                | Панама                                        | 4:0                                           | —                                             | Товарищеский матч                             |                                               |
| 55                                            | 29 апреля 1973                                | Чили                                          | 2:0                                           | —                                             | Отборочный матч к ЧМ 1974                     |                                               |
| 56                                            | 13 мая 1973                                   | Чили                                          | 0:2                                           | —                                             | Отборочный матч к ЧМ 1974                     |                                               |
| 57                                            | 1 июля 1973                                   | Колумбия                                      | 3:1                                           | —                                             | Товарищеский матч                             |                                               |
| 58                                            | 15 июля 1973                                  | Боливия                                       | 0:2                                           | —                                             | Товарищеский матч                             |                                               |
| 59                                            | 27 июля 1973                                  | Аргентина                                     | 1:3                                           | —                                             | Товарищеский матч                             |                                               |
| 60                                            | 5 августа 1973                                | Чили                                          | 1:2                                           | —                                             | Отборочный матч к ЧМ 1974                     |                                               |
| 61                                            | 22 июня 1975                                  | Эквадор                                       | 0:6                                           | —                                             | Товарищеский матч                             |                                               |
| 62                                            | 25 июня 1975                                  | Эквадор                                       | 0:1                                           | —                                             | Товарищеский матч                             |                                               |
| 63                                            | 17 июля 1975                                  | Чили                                          | 1:1                                           | —                                             | Кубок Америки 1975                            |                                               |
| 64                                            | 27 июля 1975                                  | Боливия                                       | 1:0                                           | —                                             | Кубок Америки 1975                            |                                               |
| 65                                            | 7 августа 1975                                | Боливия                                       | 3:1                                           | —                                             | Кубок Америки 1975                            |                                               |
| 66                                            | 20 августа 1975                               | Чили                                          | 3:1                                           | —                                             | Кубок Америки 1975                            |                                               |
| 67                                            | 30 сентября 1975                              | Бразилия                                      | 3:1                                           | —                                             | Кубок Америки 1975                            |                                               |
| 68                                            | 4 октября 1975                                | Бразилия                                      | 0:2                                           | —                                             | Кубок Америки 1975                            |                                               |
| 69                                            | 16 октября 1975                               | Колумбия                                      | 0:1                                           | —                                             | Кубок Америки 1975                            |                                               |
| 70                                            | 22 октября 1975                               | Колумбия                                      | 2:0                                           | —                                             | Кубок Америки 1975                            |                                               |
| 71                                            | 28 октября 1975                               | Колумбия                                      | 1:0                                           | —                                             | Кубок Америки 1975                            |                                               |
| 72                                            | 20 февраля 1977                               | Эквадор                                       | 1:1                                           | —                                             | Отборочный матч к ЧМ 1978                     |                                               |
| 73                                            | 6 марта 1977                                  | Чили                                          | 1:1                                           | —                                             | Отборочный матч к ЧМ 1978                     |                                               |
| 74                                            | 12 марта 1977                                 | Эквадор                                       | 4:0                                           | —                                             | Отборочный матч к ЧМ 1978                     |                                               |
| 75                                            | 26 марта 1977                                 | Чили                                          | 2:0                                           | —                                             | Отборочный матч к ЧМ 1978                     |                                               |
| 76                                            | 17 мая 1977                                   | Мексика                                       | 1:1                                           | —                                             | Товарищеский матч                             |                                               |
| 77                                            | 24 мая 1977                                   | Мексика                                       | 1:2                                           | —                                             | Товарищеский матч                             |                                               |
| 78                                            | 10 июля 1977                                  | Бразилия                                      | 0:1                                           | —                                             | Отборочный матч к ЧМ 1978                     |                                               |
| 79                                            | 17 июля 1977                                  | Боливия                                       | 5:0                                           | —                                             | Отборочный матч к ЧМ 1978                     |                                               |
| 80                                            | 19 марта 1978                                 | Аргентина                                     | 1:2                                           | —                                             | Кубок Рамона Кастильи                         |                                               |
| 81                                            | 23 марта 1978                                 | Аргентина                                     | 1:3                                           | —                                             | Кубок Рамона Кастильи                         |                                               |
| 82                                            | 1 апреля 1978                                 | Болгария                                      | 1:1                                           | —                                             | Товарищеский матч                             |                                               |
| 83                                            | 11 апреля 1978                                | Мексика                                       | 1:0                                           | —                                             | Товарищеский матч                             |                                               |
| 84                                            | 22 апреля 1978                                | Китай                                         | 2:1                                           | —                                             | Товарищеский матч                             |                                               |
| 85                                            | 1 мая 1978                                    | Бразилия                                      | 0:3                                           | —                                             | Товарищеский матч                             |                                               |
| 86                                            | 3 июня 1978                                   | Шотландия                                     | 3:1                                           | —                                             | Чемпионат мира 1978                           |                                               |
| 87                                            | 7 июня 1978                                   | Нидерланды                                    | 0:0                                           | —                                             | Чемпионат мира 1978                           |                                               |
| 88                                            | 11 июня 1978                                  | Иран                                          | 4:1                                           | —                                             | Чемпионат мира 1978                           |                                               |
| 89                                            | 14 июня 1978                                  | Бразилия                                      | 0:3                                           | —                                             | Чемпионат мира 1978                           |                                               |
| 90                                            | 18 июня 1978                                  | Польша                                        | 0:1                                           | —                                             | Чемпионат мира 1978                           |                                               |
| 91                                            | 21 июня 1978                                  | Аргентина                                     | 0:6                                           | —                                             | Чемпионат мира 1978                           |                                               |
| 92                                            | 11 июля 1979                                  | Эквадор                                       | 2:1                                           | —                                             | Товарищеский матч                             |                                               |
| 93                                            | 18 июля 1979                                  | Колумбия                                      | 0:1                                           | —                                             | Товарищеский матч                             |                                               |
| 94                                            | 8 августа 1979                                | Эквадор                                       | 1:2                                           | —                                             | Товарищеский матч                             |                                               |
| 95                                            | 12 сентября 1979                              | Шотландия                                     | 1:1                                           | —                                             | Товарищеский матч                             |                                               |
| 96                                            | 10 октября 1979                               | Парагвай                                      | 2:3                                           | 1                                             | Товарищеский матч                             |                                               |
| 97                                            | 17 октября 1979                               | Чили                                          | 1:2                                           | —                                             | Кубок Америки 1979                            |                                               |
| 98                                            | 24 октября 1979                               | Чили                                          | 0:0                                           | —                                             | Кубок Америки 1979                            |                                               |
| 99                                            | 1 ноября 1979                                 | Мексика                                       | 0:1                                           | —                                             | Товарищеский матч                             |                                               |
| 100                                           | 19 апреля 1981                                | Чили                                          | 0:3                                           | —                                             | Товарищеский матч                             |                                               |
| 101                                           | 26 июля 1981                                  | Колумбия                                      | 1:1                                           | —                                             | Отборочный матч к ЧМ 1982                     |                                               |
| 102                                           | 5 августа 1981                                | Чили                                          | 1:2                                           | —                                             | Товарищеский матч                             |                                               |
| 103                                           | 16 августа 1981                               | Колумбия                                      | 2:0                                           | —                                             | Отборочный матч к ЧМ 1982                     |                                               |
| 104                                           | 23 августа 1981                               | Уругвай                                       | 2:1                                           | —                                             | Отборочный матч к ЧМ 1982                     |                                               |
| 105                                           | 6 сентября 1981                               | Уругвай                                       | 0:0                                           | —                                             | Отборочный матч к ЧМ 1982                     |                                               |

Итого: 105 матчей / 3 гола; 37 побед, 21 ничья, 47 поражений.

### После завершения карьеры футболиста
После завершения карьеры футболиста Чумпитас стал участвовать в общественно-политической жизни страны. Случались и довольно неприятные инциденты, которые расследовали его деятельность и связи с бывшим президентом страны Альберто Фухимори.

## Достижения

### Командные
Сборная Перу
- Победитель Кубка Америки: 1975
- Бронзовый призёр Кубка Америки: 1979

«Депортиво Мунисипаль»
- Бронзовый призёр чемпионата Перу: 1964

«Университарио»
- Чемпион Перу (5): 1966, 1967, 1969, 1971, 1974
- Серебряный призёр чемпионата Перу (2): 1970, 1972
- Бронзовый призёр чемпионата Перу: 1973
- Финалист Кубка Либертадорес: 1972

«Спортинг Кристал»
- Чемпион Перу (3): 1979, 1980, 1983
- Серебряный призёр чемпионата Перу: 1977
- Бронзовый призёр чемпионата Перу: 1978

### Личные
- 35-е место в списке лучших футболистов Южной Америки XX века по версии МФФИИС
- Номинант на звание лучшего футболиста Южной Америки: 1971
- 33-е место в списке самых результативных защитников: 65 голов
- Лучший защитник КОНМЕБОЛ: 1969
- Капитан сборной Южной Америки: 1973
- Команда звёзд Кубка Америки: 2007
- Команда звёзд КОНМЕБОЛ за последние 50 лет: 2008